# Gerhard Haidacher
Gerhard Haidacher (Innsbruck, 29 april 1963) is een voormalig Oostenrijks bobsleeremmer. Haidacher behaalde zijn grootste succes door het winnen van olympisch goud in de viermansbob tijdens de spelen van 1992. Een jaar later won Haidacher ook de zilveren medaille in de viermansbob tijdens de wereldkampioenschappen op zijn thuisbaan.

## Resultaten
- Olympische Winterspelen 1992 in Albertville  in de viermansbob
- Wereldkampioenschappen bobsleeën 1993 in Igls  in de viermansbob
- Olympische Winterspelen 1994 in Lillehammer 4e in de viermansbob

1924: Scherrer / Neveu / A.Schläppi / H.Schläppi ·
1928: Fiske / Tucker / Mason / Gray / Parke ·
1932: Fiske / Eagan / Gray / O'Brien ·
1936: Musy / Gartmann / Bouvier / Beerli ·
1948: Tyler / Martin / Rimkus / D'Amico ·
1952: Ostler / Kuhn / Nieberl / Kemser ·
1956: Kapus / Diener / Alt / Angst ·
1964: V.Emery / Kirby / Anakin / J.Emery ·
1968: Monti / De Paolis / Zandonella / Armano ·
1972: Wicki / Leutenegger / Camichel / Hubacher ·
1976: Nehmer / Babock / Germeshausen / Lehmann ·
1980: Nehmer / Musiol / Germeshausen / Gerhardt ·
1984: Hoppe / Wetzig / Schauerhammer / Kirchner ·
1988: Fasser / Meier / Fässler / Stocker ·
1992: Appelt / Schroll / Winkler / Haidacher ·
1994: Czudaj / Brannasch / Hampel / Szelig ·
1998: Langen / Zimmermann / Jakobs / Hampel ·
2002: Lange / Kühn / Kuske / Embach ·
2006: Lange / Hoppe / Kuske / Putze ·
2010: Holcomb / Mesler / Tomasevicz / Olsen ·
2014: Melbārdis / Dreiškens / Vilkaste / Strenga  ·
2018: Friedrich / Bauer / Grothkopp / Margis   ·
2022: Friedrich / Margis / Bauer / Schüller